# Wilhelminakerk (Soest)
De Wilhelminakerk is een kerkgebouw aan de Soesterbergsestraat 18 in Soest in de provincie Utrecht. De oorspronkelijk gereformeerde kerk behoort nu tot de PKN. Bij de ingang van de kerk staan twee gespiegelde panden. Bij de Wilhelminakerk werd een school met woonhuis voor de bovenmeester gebouwd.

## Geschiedenis
Begin 20e eeuw kon de Soester schoenmaker Jacob de Ruig zich niet langer vinden in de in zijn ogen te liberale hervormde kerk. Hij begon met preken in de boerderij naast korenmolenmolen De Windhond en in een hoeve in Hees. 
Midden 20e eeuw was een grote verbouwing waardoor er gepreekt werd in de boerderij op de hoek Kerkdwarsstraat/Ferdinand Huycklaan. In de Tweede Wereldoorlog werd uitgeweken naar het plaatselijke café. 
Toen de kerk in 2009 geheel vernieuwd werd kwam in het bijbehorende zalencentrum De Rank een ruimte voor buitenschoolse opvang..

## Orgel
Het orgel uit 1970 werd gebouwd door de firma Pels & Van Leeuwen uit Alkmaar. Het pijpwerk van vier registers komt uit het vorige orgel van deze kerk en werd in 1935 gebouwd door de firma Valckx & Van Kouteren uit Rotterdam.